# Handa
Este artigo é sobre a cidade de Handa no Japão. Veja Handa (Escócia) para a ilha escocesa.
Handa (半田市; -shi) é uma cidade japonesa localizada na província Aichi,  Japão.
Em 1 de Março de 2009 a cidade tinha uma população estimada em 118 522 habitantes e uma densidade populacional de 2 510 h/km². Tem uma área total de 47,24 km².
Recebeu o estatuto de cidade a 1 de Outubro de 1937.
O famoso escritor Niimi Nankichi nasceu em Handa em 1913.

## Cidade-irmã
- Midland, Estados Unidos